# Mikhail Chigorin
Mikhail Ivanovich Chigorin (cũng viết là Tchigorin; tiếng Nga: Михаи́л Ива́нович Чиго́рин; 12 tháng 11 [lịch cũ 31 tháng 11] năm 1850 - 25 tháng 1 [lịch cũ 12 tháng 1] năm 1908) là một kỳ thủ cờ vua hàng đầu của Đế chế Nga. Ông đã chơi hai trận tranh chức vô địch thế giới với Wilhelm Steinitz, thua cả hai lần. Là kỳ thủ đỉnh cao cuối cùng của phong cách cờ vua Lãng mạn, ông cũng là nguồn cảm hứng chính cho " Trường cờ Liên Xô ", nơi thống trị thế giới cờ vua ở giữa và cuối thế kỷ 20.

## Sự nghiệp cờ vua
Chigorin được sinh ra ở Gatchina nhưng đã chuyển đến Saint Petersburg gần đó một thời gian sau đó. Cha ông làm việc trong các công trường thuốc súng Okhtensk. Cha mẹ của Chigorin chết trẻ và Chigorin vào Học viện mồ côi Gatchinsk khi 10 tuổi. Chigorin trở nên nghiêm túc về cờ vua vào cuối đời; giáo viên của ông đã dạy ông cách đi cờ ở tuổi 16, nhưng Chigorin không tham gia chơi cờ vua cho đến khoảng năm 1874, sau khi hoàn thành việc học trước khi bắt đầu sự nghiệp với tư cách là một sĩ quan chính phủ.
Sau khi đã say mê với cờ vua, Chigorin nghỉ việc và bắt đầu cuộc sống như một chuyên gia cờ vua. Năm 1876, ông thành lập một tạp chí cờ vua, Chess Sheet, ông đã biên tập cho đến năm 1881 (chỉ có 250 người đăng ký ở tất cả các nước Nga). Chigorin đã chơi một loạt các trận đấu với các danh thủ cờ vua Emanuel Schiffers (1878-1880) và Semyon Alapin (1880) và thắng lớn trong các trận này. Không lâu sau đó, ông được coi là cầu thủ giỏi nhất thành phố và có thể là toàn bộ nước Nga.
Giải đấu quốc tế đầu tiên của Chigorin là Berlin 1881, với kết quả đồng giải ba (+ 10−5 = 1) với Szymon Winawer, sau Julian Zukertort và Joseph Henry Blackburne. Sự kiện này bao gồm 17 kỳ thủ hàng đầu cạnh tranh.
Tại giải đấu lớn ở Luân Đôn năm 1883, Chigorin đứng thứ tư (+ 16−10 = 0) sau Zukertort, Wilhelm Steinitz và Blackburne. 14 đối thủ trong sự kiện thi đấu vòng tròn 2 lượt này bao gồm tất cả những người chơi cờ giỏi nhất trên thế giới lúc đó.
Tại giải đấu New York 1889, Chigorin đồng giải nhất với Max Weiss. Sau thành công lớn này, ông đã thách đấu nhà vô địch thế giới Steinitz trong một trận đấu tranh chức vô địch thế giới.

## Sách tham khảo
- Adams, Jimmy (1987). Mikhail Chigorin: The Creative Chess Genius. Caissa Editions. ISBN 0-939433-05-2.
- Hooper, David và Kenneth Whyld (1996). The Oxford Companion To Chess. Oxford University. ISBN 0-19-280049-3.